# Miagrammopes licinus
Miagrammopes licinus là một loài nhện trong họ Uloboridae.
Loài này thuộc chi Miagrammopes. Miagrammopes licinus được Arthur Merton Chickering miêu tả năm 1968.